# Cussac (Haute-Vienne)
Cussac – miejscowość i gmina we Francji, w regionie Nowa Akwitania, w departamencie Haute-Vienne.
Według danych na rok 1990 gminę zamieszkiwało 1206 osób, a gęstość zaludnienia wynosiła 38 osób/km² (wśród 747 gmin Limousin Cussac plasuje się na 97. miejscu pod względem liczby ludności, natomiast pod względem powierzchni na miejscu 147.).

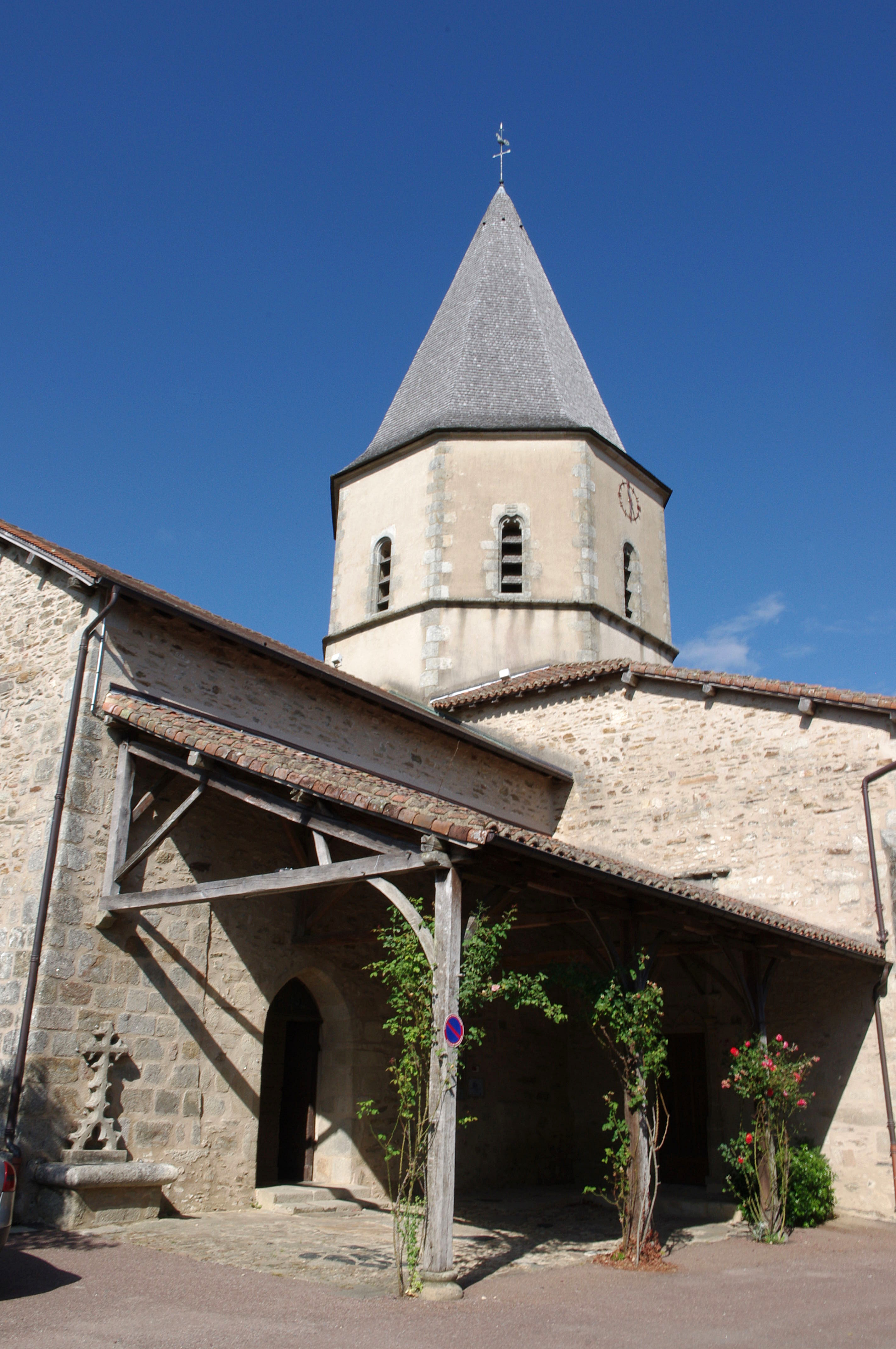
Kościół św. Piotra (2015)
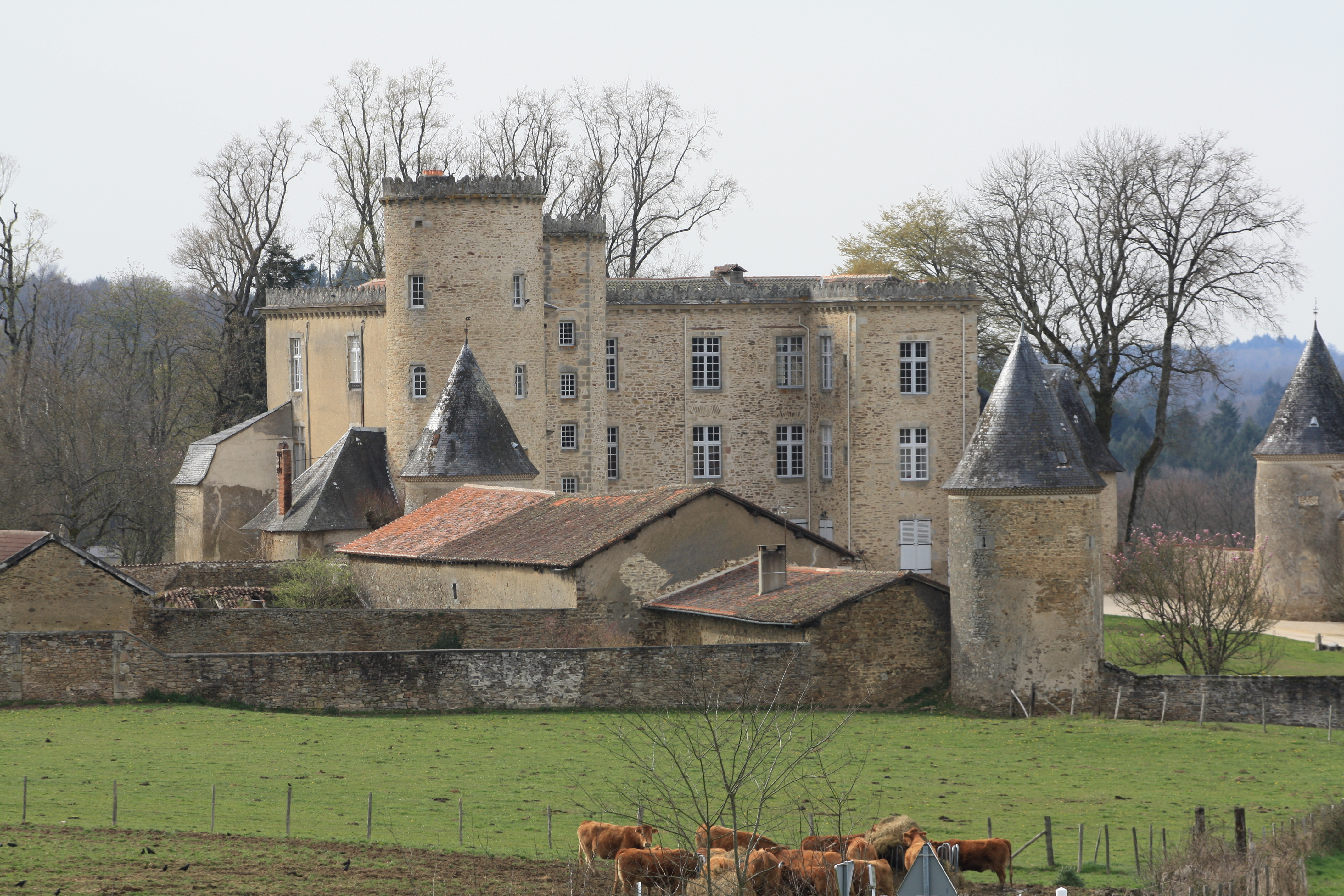
Zamek Crosmières (2014)

## Populacja

Populacja Cussac w latach 1962–2008